# Topos
Il termine topos deriva dal greco τόπος, topos, 'luogo' (plurale τόποι, tópoi) e significa luogo comune. Con esso può quindi intendersi uno schema narrativo indefinitamente riutilizzabile, a cui spesso è legato un particolare motivo stilistico ad esso consono. 

## Semiologia
Topos, già nella retorica classica, era ogni schema di ragionamento precostituito per essere utilizzato nel corso di un confronto dialettico.
Un topos può ad esempio fungere da premessa in un entimema; al di fuori della retorica, esso può esercitare una funzione fàtica nel linguaggio.

## Estetica
Nel caso dell’estetica della comunicazione a essere indagato è il senso comune in quanto tale: "mettere in comune, creare un luogo comune. Si tratta appunto di mettere in comune il senso, di fare in modo che un senso sia comune, sia partecipato. (...) L’aspetto propriamente estetico di questa interrogazione sulle condizioni di possibilità della comunicazione" fu sviluppato da Kant: egli, nella Critica del giudizio, tradusse il senso comune in «senso comune estetico» quale orizzonte trascendentale della comunicazione.
Tale elemento, da meramente narrativo, diviene letterario quando ricorre con frequenza in uno o più autori, nell'arco di una data epoca o di una certa corrente estetica.

### Elenco ditòpoiletterari
Alcuni esempi di tòpoi sono i seguenti:
- il locus amoenus (ad esempio, il mondo immaginario dell'Arcadia) e il locus horridus (ad esempio, l'Inferno dantesco);
- l'idillio;
- la poesia cimiteriale (si veda l'Antologia di Spoon River);
- amore e morte (in greco, eros e thanatos), l'amore come malattia e l'amore come morte, (si veda il personaggio di Didone nell'Eneide di Virgilio);
- l'amore guerresco (si veda l'opera Stanze per la giostra di Giuliano de' Medici di Angelo Poliziano), l'amore come omaggio (si veda la poesia lirica cortese), l'amor doloroso;
- il mondo alla rovescia;
- la notte pericolosa;
- la caccia infernale (si veda il Decameron di Boccaccio, giornata 5, novella 8);
- l'afasia, ad esempio in presenza della donna amata (si vedano le opere appartenenti alla corrente del Dolce stil novo, ad esempio Al cor gentil rempaira sempre amore di Guido Guinizelli);
- il descensus ad inferos, o catàbasis in greco (si veda l'intero Inferno dantesco, oppure l'Eneide, nel suo sesto libro);
- la ricerca disperata di qualche cosa, o quête in francese;
- l'età dell'oro;
- il viaggio di ritorno in patria, o nostos in greco (si veda l'Odissea);
- il paraclausithyron, lamento davanti alla porta chiusa dell'amante;
- la commutatio loci;
- elisir dell'eterna giovinezza;
- la Fonte della giovinezza;
- il topos modestiæ;
- fingere che l'opera sia ispirata o tradotta da uno pseudobiblion (ad esempio come nei Promessi Sposi o nel Signore degli Anelli).
- Hybris